# Dionne Wudu
Dionne Wudu (* 1. November 1981 in Hamm) ist eine deutsche Schauspielerin, Sängerin und Moderatorin.

## Leben und Wirken
Dionne Wudu wuchs in einem Dorf im Münsterland auf. Ihr Vater stammt aus Ghana, ihre Mutter ist Deutsche.
Im Jahr 2000 gewann sie einen von MTV Germany veranstalteten Gesangswettbewerb. Von 2005 bis 2009 absolvierte sie ihre Schauspielausbildung und Gesangsausbildung an der Folkwang Universität der Künste. Seither tritt sie verstärkt in Musicals und Theaterstücken auf und war auch als Dozentin für Jazzgesang an einer Musikhochschule tätig. Sie war unter anderem am Staatstheater Kassel, am Staatstheater am Gärtnerplatz und bei den VBW am Ronacher in Wien engagiert.
Zudem moderierte sie 2007 für den WDR die Sendung Kopfball und ab 2011 mehrmals die Sendung Galileo. Von Juni 2023 bis Dezember 2024 spielte sie die Rolle der Nicole Alves in der ARD-Telenovela Sturm der Liebe.
Dionne Wudu lebt in München.

## Bühne (Auswahl)
- 2008: Dreigroschenoper, Domfestspiele Gandersheim, Rolle: Polly Peachum
- 2011/2012: Sister Act, Vereinigte Bühnen Wien, Rolle: Deloris van Cartier
- 2013–2015: Jesus Christ Superstar, Theater Bonn und Theater Dortmund, Rolle: Maria Magdalena
- 2016: Hair, Gärtnerplatztheater, München, Rolle: Dionne
- 2016: Zauberer von Oz, Schauspieltheater Wuppertal, Rolle: Dorothy
- 2017: Ragtime, Staatstheater Kassel und Oper Graz, Rolle: Sarah
- 2019–2023: Wüstenblume/Desert Flower, Theater St. Gallen, Rolle: Marilyn
- 2020–2023: Chicago, Theater Bonn, Rolle: Mama Morton

## Filmografie (Auswahl)
- 2023–2024: Sturm der Liebe, Bavaria Fiction GmbH (Rolle Nicole Alves)

## Auszeichnungen
- 2007: 2. Preis, Schwerpunkt Musical im Bundeswettbewerb Gesang Berlin[7]